# 叶蟋属
叶蟋属（学名：Phyllotrella）为蟋蟀科的一个属。

## 下属物种
本属包括以下物种：
- 石氏叶蟋 Phyllotrella fumingi ，种名以命名人刘浩宇的导师石福明教授的名字命名
- 海南叶蟋 Phyllotrella hainanensis
- Phyllotrella planidorsalis Gorochov, 1988
- 宽叶蟋 Phyllotrella transversa ，见于广西